# 中石器時代

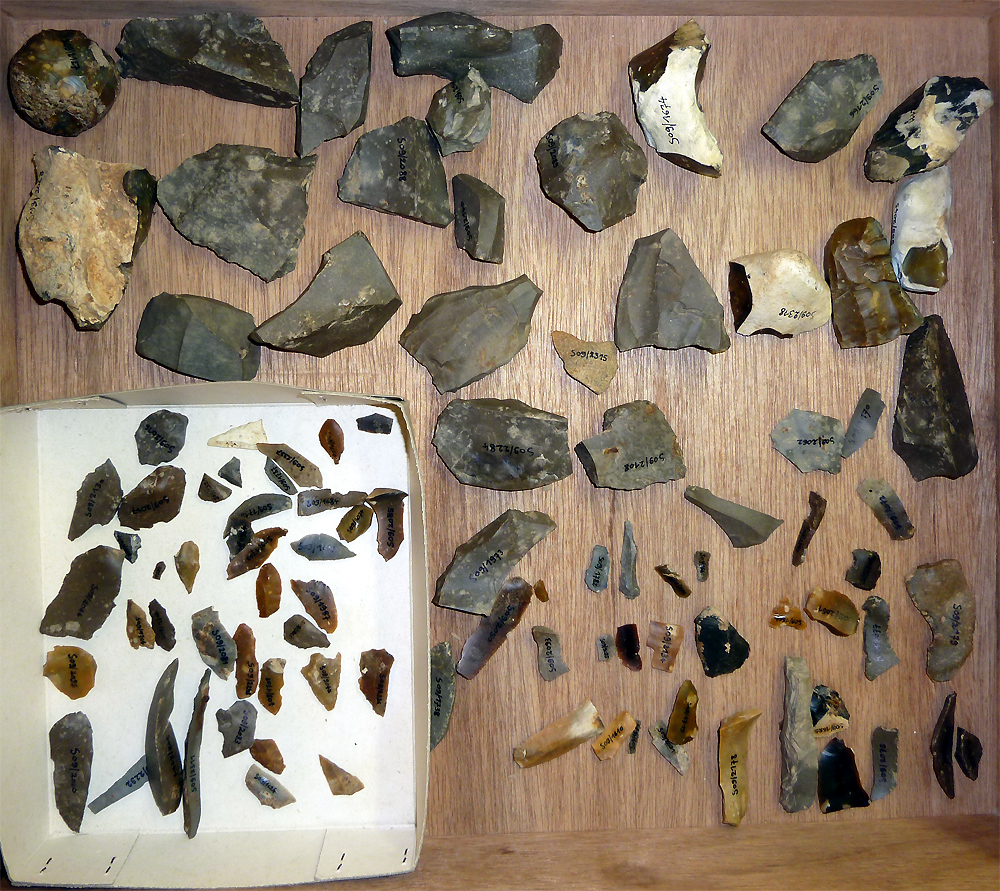
中石器時代工具

中石器時代（Mesolithic）又稱作細石器時代，是位於舊石器時代和新石器時代之間的年代，始於約一萬年前更新世晚期末次冰盛期消退，結束于全新世早期人类开始长期大规模定居导致農業和牧业的出現（新石器革命）。

## 名称
中石器時代的原文Mesolithic是從希臘文的mesos和lithos結合而來，Mesos意思為中間，lithos意思為石頭。

## 区域特點
中國的中石器時代與新、舊石器時代文化相互重疊，其特色是巨大的環境和文化變化，並針對特殊環境在當地做出不同的調適。此時代的特點是細石器的製作，將細小石器鑲嵌在矛炳、骨頭、鹿角、木器，和不常見的磨光石器上。現存的藝術成品包括雕刻品和洞穴壁畫，與之前作品相比，其對人類和動物形式的描繪更為精細。
在近東地區，農業早在更新世結束之前就已經出現了，因此在那些地方的中石器時代就很短，定義也很缺乏，在那些沒有受到太多冰河時期衝擊的地區，有時候會比較傾向使用「后旧石器时代」（epipaleolithic）這個詞，而那些在上一個冰河時期中受到較大的環境影響的地方，就有比較明顯的中石器時代特色，延續有幾千年之久，比如在北歐，因為較為溫暖的氣候帶來的沼澤地，使得人類社會可以得到比較充足的食物來源，比較富足的生活條件便產生了不同於以往的文化，並且保存在實物紀錄中，比如說马格勒莫斯文化（Maglemosian）和阿吉利安文化（Azilian），而這樣的條件也延後了新石器時代的來臨，在北歐最晚可能到前4000年。

## 文化
中石器时代的生活仍是以狩獵漁業為主，已经出現了氏族社會。人們發明了弓箭，漁矛，漁網等打獵工具，開始在原野中生活，並不斷遷徙。人們發明了房屋建築技術，而且亦發明了獨木舟，開始馴養狗、羊和豬。人們開始懂得磨製簡單的石器。
這個時代的遺跡並不多，通常都侷限在貝塚，在世界上的森林地區，可以看到森林地開始被開發的跡象，森林地的急遽開墾是新石器時代的事情，因為農業而需要更多土地空間的關係。